# Ringo, gloria y muerte
Ringo, gloria y muerte és una  sèrie de televisió per internet biogràfica argentina original de Star+. La trama segueix els inicis, la glòria, la fama i la primerenca mort del boxador argentí Ringo Bonavena. És protagonitzada per Jerónimo Bosia, Delfina Chaves, Lucila Gandolfo, Thomas Grube, Constanza Isla, Ariel Núñez, María Onetto, Pablo Rago, Martín Slipak, Renato Quattordio, Andrés Ciavaglia i Javier Drolas. La sèrie es va estrenar el 24 de març de 2023.

## Argument
La sèrie es divideix en dos temps de la vida de Ringo Bonavena. D'una banda, la història se centra en els últims tres mesos de vida del boxador, on buscava reinventar-se com a celebritat internacional i finalment és assassinat en Nevada, Estats Units. Per l'altre, la trama recorre, cronològicament, els moments més rellevants de la seva vida, començant pels seus orígens humils, on es revela l'entranyable relació amb els seus pares i germans, seguint per la seva arribada a la boxa amateur i el seu meteòric ascens a les lligues professionals, el seu debut al Madison Square Garden de Nova York i la seva consagració com a campió argentí.

## Repartiment

### Principal
- Jerónimo Bosia com Ringo Bonavena
- Delfina Chaves com Dora Raffa
- Lucila Gandolfo com Sally Conforte
- Thomas Grube com Joe Conforte
- Constanza Isla com Tracy
- Ariel Núñez com Ross Brymer
- María Onetto com Dominga Grillo
- Pablo Rago com Bautista Rago
- Martín Slipak com Vicente Bonavena
- Renato Quattordio com Pedro
- Andrés Ciavaglia com Enrique Suárez
- Javier Drolas com Tito Lectoure

### Secundario
- Agustín Corsi com Rolo Vergara
- Lautaro Bettoni com Juan Rago
- Germán De Silva com Don Vicente Bonavena

### Participaciones
- Denise Anzarut com la Pocha Bonavena
- Sofía Kali com Ángela Bonavena
- Juan Pablo Burgos com Carlos Bonavena
- Bianca Oliveti com Rosa Bonavena
- Martín Tecchi com José Cabrera
- Ramiro Martínez com Luis Benetti
- Brad Krupsaw com Vinnie Lorenzo

## Episodis
| Núm. | Títol                           | Direcció            | Guió                                                                                   | Data d'emissió original |
| ---- | ------------------------------- | ------------------- | -------------------------------------------------------------------------------------- | ----------------------- |
| 1    | «Quien nada sabe, de nada duda» | Nicolás Pérez Veiga | Alejandro Ocón, Gabriela Larralde, Nicolás Pérez Veiga, Diego Palacio i Santiago Dulce | 24 de març de 2023      |
| 2    | «Campeón de pies planos»        | Nicolás Pérez Veiga | Alejandro Ocón, Gabriela Larralde, Nicolás Pérez Veiga, Diego Palacio i Santiago Dulce | 24 de març de 2023      |
| 3    | «La cacería»                    | Nicolás Pérez Veiga | Alejandro Ocón, Gabriela Larralde, Nicolás Pérez Veiga, Diego Palacio i Santiago Dulce | 24 de març de 2023      |
| 4    | «100 dólares la media hora»     | Nicolás Pérez Veiga | Alejandro Ocón, Gabriela Larralde, Nicolás Pérez Veiga, Diego Palacio i Santiago Dulce | 24 de març de 2023      |
| 5    | «Guita, guita, guita»           | Nicolás Pérez Veiga | Alejandro Ocón, Gabriela Larralde, Nicolás Pérez Veiga, Diego Palacio i Santiago Dulce | 24 de març de 2023      |
| 6    | «El amigo caribeño»             | Nicolás Pérez Veiga | Alejandro Ocón, Gabriela Larralde, Nicolás Pérez Veiga, Diego Palacio i Santiago Dulce | 24 de març de 2023      |
| 7    | «Chicken, Chicken»              | Nicolás Pérez Veiga | Alejandro Ocón, Gabriela Larralde, Nicolás Pérez Veiga, Diego Palacio i Santiago Dulce | 24 de març de 2023      |

## Desenvolupament

### Producció
Al maig del 2021, Star Original Productions va confirmar la producció de la sèrie Ringo, basada en la vida del legandrio boxador argentí Ringo Bonavena, per la plataforma streaming Star+ i que comptaria amb 8 episodis. Així mateix, es va comunicar que la sèrie seria dirigida i guionada per Nicolás Pérez Veiga, i que també estaria produïda per Pampa Films, Gloriamundi Producciones, Primo Contents, EO Media i Story Lab. La sèrie inicialment va ser anunciada sota el títol de Ringo, el campeón del pueblo, no obstant això, en algun punt de la producció van decidir canviar-la de nom com Ringo, gloria y muerte. La producció, originalment, tenia previst la seva estrena per a mediats del 2022, però el seu llançament es va posposar per al 2023.

### Rodatge
La fotografia principal de la sèrie va començar a la fi de juliol del 2021 a Buenos Aires. Al novembre d'aquest any, van finalitzar les gravacions, les quals també van tenir lloc a Mendoza.

### Càsting
A principis de maig del 2021, es va anunciar que Jerónimo Bosia havia estat triat per a interpretar a Bonavena, com així també a Delfina Chaves per a interpretar a la xicota del boxador i a Pablo Rago com l'entrenador. Al juliol d'aquest any, es va informar que María Onetto s'havia unit a l'elenc per interpretar a la mare del personatge de Bosia i poc després es va confirmar la incorporació de Renato Quattordio a l'elenc principal. A l'agost del mateix any, Martín Slipak va ser fitxat per a formar part de l'elenc. A l'octubre d'aquest any, es va informar que Thomas Grube, Lucila Gandolfo, Andrés Ciavaglia, Constanza Isla i Ariel Núñez també formaven part de l'elenc.

## Recepció

### Comentaris de la crítica
Emanuel Respighi de Página/12 va escriure que la sèrie «es destaca per una recreació d'època impecable, que li imprimeix a la trama d'un realisme que facilita l'involucrament emocional del públic amb una història carregada de dramatisme, que no li fuig a l'humor i a la ironia del personatge que descriu». Marcelo Stiletano de La Nación va atorgar a la sèrie 3 de 5 estrelles, dient que «Jerónimo Bosia encarna amb soltesa al protagonista» i que surt cofoi d'un personatge que exigeix diversos matisos. Per la seva banda, Diego Batlle d’Otros cines va ressaltar que la producció de la sèrie «llueix impecable en la majoria de les seves rúbriques», però que repeteix diversos esquemes ja vists en unes altres biopics, encara que «té uns quants arguments com per a captivar al públic».

### Premis i nominacions
| Llista de premis i nominacions | Llista de premis i nominacions | Llista de premis i nominacions             | Llista de premis i nominacions                                                         | Llista de premis i nominacions | Llista de premis i nominacions | Llista de premis i nominacions |
| Any                            | Organització                   | Categoria                                  | Nominat/a (s)                                                                          | Resultat                       | Ref(s)                         |                                |
| ------------------------------ | ------------------------------ | ------------------------------------------ | -------------------------------------------------------------------------------------- | ------------------------------ | ------------------------------ | ------------------------------ |
| 2023                           | Produ Awards                   | Millor sèrie biogràfica                    | Ringo, gloria y muerte                                                                 | Pendent                        | [ 19 ]                         |                                |
| 2023                           | Produ Awards                   | Millor actor principal de sèrie biogràfica | Jerónimo Bosia                                                                         | Pendent                        | [ 19 ]                         |                                |
| 2023                           | Produ Awards                   | Millor direcció - Serie biogràfica         | Nicolás Pérez Veiga                                                                    | Pendent                        | [ 19 ]                         |                                |
| 2023                           | Produ Awards                   | Millor recreació d’època                   | Juan Cavia i Walter Cornás                                                             | Pendent                        | [ 19 ]                         |                                |
| 2023                           | Premis Cóndor de Plata         | Millor minisèrie o unitari                 | Ringo, gloria y muerte                                                                 | Nominat                        | [ 20 ] [ 21 ]                  |                                |
| 2023                           | Premis Cóndor de Plata         | Revelació masculina                        | Jerónimo Bosia                                                                         | Nominat                        | [ 20 ] [ 21 ]                  |                                |
| 2023                           | Premis Cóndor de Plata         | Millor guió original                       | Alejandro Ocón, Gabriela Larralde, Nicolás Pérez Veiga, Diego Palacio i Santiago Dulce | Nominat                        | [ 20 ] [ 21 ]                  |                                |
| 2023                           | Premis Cóndor de Plata         | Millor direcció de fotografia              | Agustín Claramunt                                                                      | Nominat                        | [ 20 ] [ 21 ]                  |                                |
| 2023                           | Premis Cóndor de Plata         | Millor direcció d’art                      | Juan Cavia i Walter Cornás                                                             | Guanyador                      | [ 20 ] [ 21 ]                  |                                |
| 2023                           | Premis Cóndor de Plata         | Millor disseny de vestuari                 | Jam Monti                                                                              | Nominat                        | [ 20 ] [ 21 ]                  |                                |
| 2023                           | Premis Cóndor de Plata         | Millor música original                     | Sergei Grosny                                                                          | Nominat                        | [ 20 ] [ 21 ]                  |                                |
| 2023                           | Premis Cóndor de Plata         | Millor maquillatge i perruqueria           | Loli Giménez                                                                           | Nominat                        | [ 20 ] [ 21 ]                  |                                |
| 2023                           | Premis Cóndor de Plata         | Millor disseny de so                       | Leandro de Loredo y Martín Scaglia                                                     | Nominat                        | [ 20 ] [ 21 ]                  |                                |
| 2023                           | Premis Cóndor de Plata         | Millor dirección de càsting                | Juan Risso y Carolina Milli                                                            | Guanyador                      | [ 20 ] [ 21 ]                  |                                |
| 2023                           | Premis Cóndor de Plata         | Premi del públic BA audiovisual            | Ringo, gloria y muerte                                                                 | Nominat                        | [ 20 ] [ 21 ]                  |                                |